# ミスター・ブラックウェルが選ぶ女性ワーストドレッサー
「ミスター・ブラックウェルが選ぶ女性ワーストドレッサー」（Mr. Blackwell's Ten Worst Dressed Women）は、アメリカ合衆国の男性ファッション評論家リチャード・ブラックウェルが選ぶワーストドレッサーリスト。

## 概説
ブラックウェルがその年、最も悪いファッションを披露した女性著名人をランキングで発表する。ベストドレッサーにあたる「ファビュラス・ファッション・インデペンデンツ」も同時に発表されているが、毎年ワーストドレッサーの方が注目される。その年のリストは翌年の1月初頭に発表される。
何人か男性が選ばれているが、基本的には女性が選出される。

## 各年

### 1960年代（第1〜10回）
1960年（第1回）
1. アンナ・マニャーニ
2. ブリジット・バルドー
3. イヴォンヌ・デ・カーロ
4. ルシル・ボール
5. アニタ・エクバーグ
6. シェリー・ウィンタース
7. キャロリン・ジョーンズ
8. キム・ノヴァク
9. アン・バクスター

1961年（第2回）
1. デビー・レイノルズ
2. ソフィア・ローレン
3. マリリン・モンロー
4. ジェーン・マンスフィールド
5. ルシル・ボール
6. ザ・ザ・ガボール
7. ダイアナ・ドース
8. キャスリーン・ノーラン
9. コニー・スティーヴンス

1962年（第3回）
1. ザ・ザ・ガボール
2. ロザリンド・ラッセル
3. ブリジット・バルドー
4. ダイナ・ショア
5. ジュディ・ガーランド
6. イングリッド・バーグマン
7. ベティ・デイヴィス
8. ルシル・ボール
9. パトリシア・ケネディ・ローフォード
10. ローラ・ゴールドマン

1963年（第4回）
1. ザ・ザ・ガボール
2. エリザベス・テイラー
3. シャーリー・マクレーン
4. サンドラ・ディー
5. レナ・ホーン
6. バーブラ・ストライサンド
7. ジンジャー・ロジャース
8. ジル・セント・ジョン
9. ジェーン・メドウス
10. ベティ・デイヴィス

1964年（第5回）
1. バーブラ・ストライサンド
2. ジェーン・マンスフィールド
3. デビー・レイノルズ
4. フィリス・ディラー
5. カーラ・ウィリアムス
6. パメラ・メーソン
7. ジェーン・メドウス
8. キャロル・チャニング
9. チューズデイ・ウェルド
10. キャロル・ベイカー

1965年（第6回）
1. マーガレット王女
2. バーブラ・ストライサンド
3. ブリジット・バルドー
4. ミア・ファロー
5. フィリス・ディラー
6. ジュリー・アンドリュース
7. ルシル・ボール
8. イヴォンヌ・ヴァンドルー（シャルル・ド・ゴールの妻）
9. ベティ・デイヴィス
10. エリザベス・テイラー

1966年（第7回）
1. ミア・ファロー
2. ジュリー・アンドリュース
3. エリザベス・テイラー
4. アン＝マーグレット
5. キャロル・チャニング
6. マリア・カラス
7. ラリーン・ウォレス
8. ライザ・ミネリ
9. シモーヌ・シニョレ
10. ミルトン・バール

1967年（第8回）
1. バーブラ・ストライサンド
2. ジュリー・クリスティ
3. ジェーン・メドウス
4. エリザベス・テイラー
5. ジュリー・アンドリュース
6. キャロル・チャニング
7. ラクエル・ウェルチ
8. アン＝マーグレット
9. ジェーン・フォンダ
10. ヴァネッサ・レッドグレイヴ

1968年（第9回）
1. ジュリー・アンドリュース
2. キャロル・バーネット
3. レノン姉妹
4. ケイ・バラード
5. ヴァネッサ・レッドグレイヴ
6. ドリス・デイ
7. ラクエル・ウェルチ
8. キャス・エリオット
9. ブリジット・バルドー
10. ジェーン・フォンダ

1969年（第10回）
1. エリザベス2世
2. バーブラ・ストライサンド
3. ラクエル・ウェルチ
4. ジャクリーヌ・スーザン
5. ゴールディ・ホーン
6. キャロル・バーネット
7. ドリス・デイ
8. シャーリー・テンプル
9. メイ・ウエスト
10. アン＝マーグレット

### 1970年代（第11〜20回）
1970年（第11回）
1. ソフィア・ローレン
2. アンジー・ディキンソン
3. グロリア・ヴァンダービルト
4. シェリー・ウィンタース
5. ジャクリーヌ・スーザン
6. キャリー・スノッドグレス
7. ジェーン・フォンダ
8. ゴールディ・ホーン
9. マーロ・トーマス
10. フェイ・ダナウェイ

1971年（第12回）
1. アリ・マッグロー
2. ジャクリーン・ケネディ・オナシス
3. マーガレット王女
4. ダイナ・ショア
5. ジャクリーヌ・スーザン
6. キャロル・バーネット
7. ブリジット・バルドー
8. マーサ・ミッチェル
9. シェリー・ウィンタース
10. ツイッギー

1972年（第13回）
1. ラクエル・ウェルチ
2. ジュリー・アンドリュース
3. ミア・ファロー
4. マーガレット王女
5. アリ・マッグロー
6. ローレン・バコール
7. ヨーコ・オノ
8. クロリス・リーチマン
9. アレクシス・スミス
10. トティ・フィールズ

1973年（第14回）
1. ベット・ミドラー
2. マーガレット王女
3. ラクエル・ウェルチ
4. ビリー・ジーン・キング
5. ジャクリーン・ケネディ・オナシス
6. エルケ・ソマー
7. サラ・マイルズ
8. アンドリュース・シスターズ
9. デヴィッド・ボウイ

1974年（第15回）
1. ヘレン・レディ
2. エリザヴェタ・カラジョルジェヴィチ
3. ファン・フォックス
4. ベラ・アブザグ
5. シェール
6. チャロ（英語版）
7. ポインター・シスターズ
8. ラクエル・ウェルチ
9. カレン・ヴァレンタイン
10. ソニア・リキエル

1975年（第16回）
1. キャロライン・ケネディ・シュロスバーグ
2. ヘレン・レディ
3. ナンシー・キッシンジャー
4. ベット・ミドラー
5. サリー・ストラザース
6. アン (イギリス王女)
7. タミー・ウィネット、ドナ・ファーゴ
8. テイタム・オニール
9. エルトン・ジョン

1976年（第17回）
1. ルイーズ・ラッサー
2. マラリン・ニスカ
3. アンジー・ディキンソン
4. チャロ
5. アン・ミラー
6. ユリアナ (オランダ女王)
7. リー・ラジヴィウ
8. ロレッタ・リン
9. ナンシー・ウォーカー
10. ダイナ・ショア

1977年（第18回）
1. ファラ・フォーセット
2. リンダ・ロンシュタット
3. チャロ
4. アニタ・ブライアント
5. ダイアン・キートン
6. ドリー・パートン
7. マリー・オズモンド
8. ダイアン・キャノン
9. クリス・エバート
10. マーガレット・トルドー

1978年（第19回）
1. ドリー・パートン
2. スザンヌ・ソマーズ
3. クリスティーナ・オナシス
4. シェリル・ティーグス
5. ファラ・フォーセット
6. ヌール (ヨルダン王妃)
7. オリビア・ニュートン＝ジョン
8. ペニー・マーシャル
9. シンディ・ウィリアムズ
10. リンダ・ロンシュタット
11. ベット・ミドラー

1979年（第20回）
1. ボー・デレク
2. ジル・クレイバーグ
3. ロニ・アンダーソン
4. クリスティーナ・オナシス
5. デボラ・ハリー
6. ドリー・パートン
7. ダイアン・ファインスタイン
8. マーガレット王女
9. ヴァレリー・ペリン
10. マーゴ・ヘミングウェイ

### 1980年代（第21〜30回）
1980年（第21回）
1. ブルック・シールズ
2. エリザベス・テイラー
3. スザンヌ・ソマーズ
4. ボー・デレク
5. シャーリーン・ティルトン
6. ベアトリクス (オランダ女王)
7. スーザン・アントン
8. ナンシー・ロペス
9. グレース・ケリー
10. マリー・オズモンド

1981年（第22回）
1. バーバラ・マンドレル
2. リン・レッドグレーヴ
3. ドリー・パートン
4. エリザベス・テイラー
5. バーナデット・ピータース
6. シャーリーン・ティルトン
7. ロレッタ・リン
8. ジェーン・シーモア
9. シーナ・イーストン

1982年（第23回）
1. ダイアナ妃
2. ボニー・フランクリン
3. ヴィクトリア・プリンシパル
4. ベット・ミドラー
5. シャーリーン・ティルトン
6. クリスティーナ・オナシス
7. ヤスミン・アガ・カーン
8. ジャン・スティーブンソン
9. キャシー・リー・クロスビー
10. ダスティン・ホフマン、キャシー・ウィットマイア

1983年（第24回）
1. ジョーン・コリンズ
2. バーブラ・ストライサンド
3. ジョーン・ジェット
4. ジョーン・リヴァース
5. ツイッギー
6. クー・スターク
7. ローレン・テューズ
8. ドナ・ミルズ
9. オリビア・ニュートン＝ジョン
10. ボーイ・ジョージ

1984年（第25回）
1. シェール
2. シャーリーン・ウェルズ
3. パティ・デイヴィス・レーガン
4. シンディ・ローパー
5. ジョーン・コリンズ、ダイアン・キャロル
6. ヴィクトリア・プリンシパル
7. バーブラ・ストライサンド
8. サリー・フィールド
9. パメラ・ベルウッド
10. ディー・スナイダー、トゥイステッド・シスター

1985年（第26回）
1. ステファニー・ド・モナコ
2. ジョーン・コリンズ
3. マドンナ
4. ティナ・ターナー
5. ミシェル・リー
6. ウーピー・ゴールドバーグ
7. シビル・シェパード
8. リサ・ハートマン・ブラック
9. アポロニア・コテロ
10. ヘザー・トーマス

1986年（第27回）
1. メリル・ストリープ
2. ヴァンナ・ホワイト
3. セーラ・ファーガソン
4. ビー・アーサー
5. タイン・デイリー、シャロン・グレス
6. バーブラ・ストライサンド
7. キャスリーン・ターナー
8. シェール
9. ウーピー・ゴールドバーグ
10. ジーン・カセム

1987年（第28回）
1. リサ・ボネット
2. ダイアン・キートン
3. ジャスティン・ベイトマン
4. シェール、シンディ・ローパー
5. ステファニー・ド・モナコ
6. シェリー・ロング
7. ジョーン・コリンズ
8. サリー・ケラーマン
9. メグ・ライアン
10. ソニア・ブラガ、スーザン・サリヴァン

1988年（第29回）
1. セーラ・ファーガソン
2. イメルダ・マルコス
3. デブラ・ウィンガー
4. マドンナ
5. マリリン・クエール
6. シャーリー・テンプル
7. リサ・マリー・プレスリー
8. ジェイミー・リー・カーティス
9. ジョディ・フォスター
10. ロザンヌ・バー

1989年（第30回）
1. ラトーヤ・ジャクソン
2. ロザンヌ・バー
3. デミ・ムーア
4. キム・ベイシンガー
5. マーガレット王女
6. エミリー・ロイド
7. シェール
8. ダリル・ハンナ
9. ポーラ・アブドゥル
10. サンドラ・バーンハード、マドンナ

### 1990年代（第31〜40回）
1990年（第31回）
1. シネイド・オコナー
2. イワナ・トランプ
3. グレン・クローズ
4. マーガレット王女
5. ジュリア・ロバーツ
6. キャリー・フィッシャー
7. キム・ベイシンガー
8. ローラ・ダーン
9. キャシー・ベイツ
10. バーブラ・ストライサンド

1991年（第32回）
1. ジュリア・ロバーツ
2. ワイーナ・ジャッド
3. デルタ・バーク
4. タイン・デイリー
5. ジョディ・フォスター
6. カーリー・サイモン
7. フェイ・ダナウェイ
8. キャシー・ベイツ
9. ジェーン・シーモア
10. デイム・エドナ・エバレッジ

1992年（第33回）
1. マドンナ
2. ジーナ・デイヴィス
3. グレン・クローズ
4. デルタ・バーク
5. シネイド・オコナー
6. シャーリー・マクレーン
7. ジュリエット・ルイス
8. デミ・ムーア
9. ゴールディ・ホーン
10. ラトーヤ・ジャクソン

1993年（第34回）
1. グレン・クローズ
2. ジュリア・ロバーツ
3. ダイアナ・ロス
4. ロージー・ペレス
5. スーザン・サランドン
6. ラトーヤ・ジャクソン
7. ホリー・ハンター
8. ロージー・オドネル
9. タニヤ・タッカー
10. ダリル・ハンナ

1994年（第35回）
1. カミラ・パーカー・ボウルズ
2. デミ・ムーア
3. ヒース・ロックリア
4. ロザンヌ・バー
5. エレン・デジェネレス
6. バーバラ・カートランド
7. ホリー・ハンター
8. ジュリエット・ルイス
9. フラン・ドレッシャー
10. マドンナ

1995年（第36回）
1. ハワード・スターン
2. コートニー・ラブ
3. ドリュー・バリモア
4. ウーピー・ゴールドバーグ
5. ダイアン・キートン
6. カミラ・パーカー・ボウルズ
7. ジェニファー・ジェイソン・リー
8. メリッサ・エスリッジ
9. クリスティナ・アップルゲイト

1996年（第37回）
1. デニス・ロッドマン
2. グレン・クローズ
3. リサ・クドロー
4. ヘレン・ハント
5. ゴールディ・ホーン
6. セーラ・ファーガソン
7. エリザベス・シュー
8. ドリュー・バリモア
9. クレア・デインズ
10. ロリ・ペティ

1997年（第38回）
1. スパイス・ガールズ
2. エレン・デジェネレス
3. マドンナ
4. パメラ・アンダーソン
5. ジェニファー・ティリー
6. シガニー・ウィーバー
7. エマ・トンプソン
8. アリシア・シルヴァーストーン
9. フランシス・フィッシャー
10. マリリン・マンソン

1998年（第39回）
1. リンダ・トリップ
2. マドンナ
3. ケイト・ウィンスレット
4. カルメン・エレクトラ
5. コートニー・ラブ
6. マライア・キャリー
7. マリサ・トメイ
8. シガニー・ウィーバー
9. サンドラ・ブロック
10. アレックス・キングストン

1999年（第40回）
1. シェール
2. セリーヌ・ディオン
3. エリザベス2世
4. マーサ・スチュワート
5. フィオナ・アップル
6. ブリトニー・スピアーズ
7. サラ・ジェシカ・パーカー
8. ジェニファー・アニストン
9. キャメロン・ディアス
10. ディクシー・チックス

### 2000年代（第41〜50回）
2000年（第41回）
1. ブリトニー・スピアーズ
2. アンジェリーナ・ジョリー
3. ビョーク
4. マドンナ
5. エリザベス・ハーレイ
6. クリスティーナ・アギレラ
7. ローラ・シュレシンジャー
8. コートニー・ラブ
9. マライア・キャリー
10. キャサリン・ハリス

2001年（第42回）
1. アン・ロビンソン
2. ブリトニー・スピアーズ
3. ジュリエット・ビノシュ
4. デスティニーズ・チャイルド
5. ビョーク
6. ステファニー・ド・モナコ
7. ケイト・ハドソン
8. カミラ・パーカー・ボウルズ
9. キャメロン・ディアス
10. ジリアン・アンダーソン

2002年（第43回）
1. アンナ・ニコル・スミス
2. ケリー・オズボーン
3. シャキーラ
4. キャメロン・ディアス
5. アン (イギリス王女)
6. アン・ライス
7. ドナテラ・ヴェルサーチ
8. メグ・ライアン
9. クリスティーナ・アギレラ
10. P!NK

2003年（第44回）
1. パリス・ヒルトン
2. マドンナ&ブリトニー・スピアーズ
3. シャナイア・トゥエイン
4. ダイアン・キートン
5. ジェシカ・シンプソン
6. セリーヌ・ディオン
7. ミッシー・エリオット
8. メラニー・グリフィス
9. コートニー・ラブ
10. ララ・フリン・ボイル

2004年（第45回）
1. ニコレット・シェリダン
2. リンジー・ローハン
3. アシュリー・シンプソン&ジェシカ・シンプソン
4. コートニー・ラブ
5. パリス・ヒルトン
6. セリーナ・ウィリアムズ
7. ブリトニー・スピアーズ
8. ポーラ・アブドゥル
9. メリル・ストリープ
10. アンナ・ニコル・スミス

2005年（第46回）
1. ブリトニー・スピアーズ
2. メアリー=ケイト・オルセン
3. ジェシカ・シンプソン
4. エヴァ・ロンゴリア
5. マライア・キャリー
6. パリス・ヒルトン
7. アンナ・ニコル・スミス
8. シャキーラ
9. リンジー・ローハン
10. レネー・ゼルウィガー

2006年（第47回）
1. ブリトニー・スピアーズ&パリス・ヒルトン
2. カミラ・パーカー・ボウルズ
3. リンジー・ローハン
4. クリスティーナ・アギレラ
5. マライア・キャリー
6. ポーラ・アブドゥル
7. シャロン・ストーン
8. トリ・スペリング
9. サンドラ・オー
10. メリル・ストリープ

2007年（第48回）
1. ヴィクトリア・ベッカム
2. エイミー・ワインハウス
3. メアリー=ケイト・オルセン
4. ファーギー
5. ケリー・クラークソン
6. エヴァ・グリーン
7. アヴリル・ラヴィーン
8. ジェシカ・シンプソン
9. リンジー・ローハン
10. アリソン・バルソン

ブラックウェルは2007年を「近年まれに見る悲惨なファッションの年」と評した。
昨年1位で2000年代の常連であるブリトニー・スピアーズが圏外となったのは、彼女の私生活が荒れている時期にコメントするのは不適切であるというブラックウェルの配慮によるものである。ブラックウェルはブリトニーにとって2008年が2007年よりも良い年になるように願うと応援コメントを出した。